# HD 31739
HD 31739，又名BD-02 1080，SAO 131640、HR 1596，是一颗恒星，视星等为6.35，位于銀經201.26，銀緯-26.07，其B1900.0坐标为赤經4h 53m 8.6s，赤緯-2° -26.07′ 2″。